# Pooja Chitgopekar

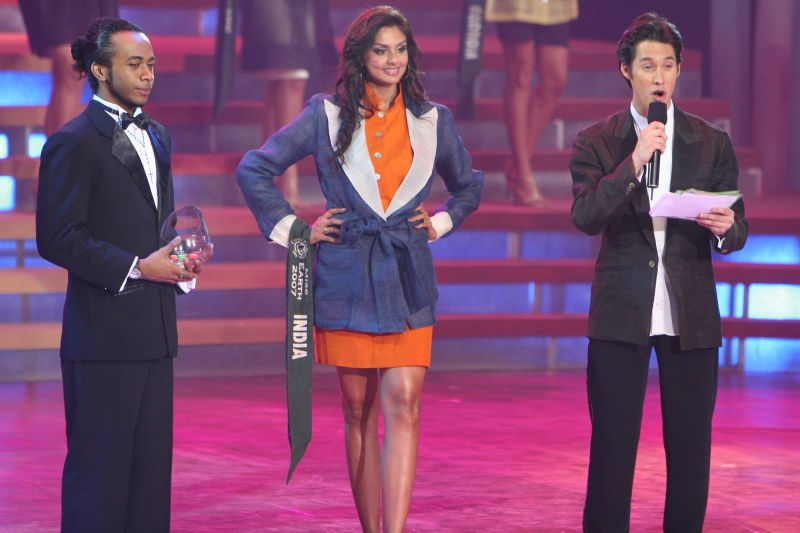
Pooja Chitgopekar

Pooja Chitgopekar (n. 1985 în Mumbai) este un fotomodel indian ea a fost aleasă în noiembrie 2007 Miss Earth Air. Ea a câștigat Miss Earth India, care este unul dintre cele trei titluri Miss India acordate anual dat de "Femina" în Mumbai. Celelalte două titluri au fost acordate concurentei Puja Gupta (India Miss Univers) și Sarah Jane Dias (Miss World India). Pooja a fost încoronată de către Amruta Patki fosta  Miss Earth din 2006. 
Chitgopekar termină în prezent studiul ei de medicină, specialiatatea chirurgie la Universitatea din Auckland. Pooja s-a căsătorit la 7 ianuarie 2011 cu Vikram Kumar din Chicago. Nunta a avut loc în Auckland, Noua Zeelandă.